# Spoorlijn Lage - Bielefeld
De spoorlijn Lage - Bielefeld is een Duitse spoorlijn in Noordrijn-Westfalen en is als spoorlijn 2984 onder beheer van DB Netze.

## Geschiedenis
Het traject werd door de Preußische Staatseisenbahnen geopend in twee gedeeltes. Van Lage naar Oerlinghausen op 1 oktober 1903 en van Oerlinghausen naar Bielefeld exact een jaar later op 1 oktober 1904.

## Treindiensten
De Eurobahn verzorgt het personenvervoer op dit traject met RE en RB treinen.
| Serie | Treinsoort                  | Route                                                                                     | Bijzonderheden                                                  |
| ----- | --------------------------- | ----------------------------------------------------------------------------------------- | --------------------------------------------------------------- |
| RE 82 | Regional-Express (Eurobahn) | Bielefeld Hbf – Oerlinghausen – Lage (Lippe) – Detmold – (Horn-Bad Meinberg – Altenbeken) | Der Leineweber 1x per twee uur van/naar Altenbeken en op zondag |
| RB 73 | Regionalbahn (Eurobahn)     | Bielefeld Hbf – Lage (Lippe) – Lemgo-Lüttfeld                                             | Der Lipperländer                                                |

## Aansluitingen
In de volgende plaatsen is of was er een aansluiting op de volgende spoorlijnen:
Lage (Lippe)
DB 2980, spoorlijn tussen Herford en Himmighausen
DB 2983, spoorlijn tussen Lage en Hameln
Bielefeld Ost
DB 2985, spoorlijn tussen Bielefeld Ost en Bielefeld Kreisbahnhof
Bielefeld Hauptbahnhof
DB 1700, spoorlijn tussen Hannover en Hamm
DB 2990, spoorlijn tussen Minden en Hamm